# Gordon Polson
Pour les articles homonymes, voir Polson.
 (septembre 2016).
 (septembre 2016).
Si vous disposez d'ouvrages ou d'articles de référence ou si vous connaissez des sites web de qualité traitant du thème abordé ici, merci de compléter l'article en donnant les références utiles à sa vérifiabilité et en les liant à la section « Notes et références ».
Gordon Polson (né le 27 mars 1959) est un ancien joueur de football australien qui a joué pour les Western Bulldogs de 1979 à 1981.